# Ban Long
 (août 2019).
Ban Long est un village du Laos situé dans la province de Luang Prabang, dans le district de Luang Prabang, à l'ouest de Luang Prabang. C'est dans ce village que se trouvent les cascades de Kuang Si[réf. souhaitée].